# ハミルトン・タイガーキャッツ
ハミルトン・タイガーキャッツ（英語：Hamilton Tiger-Cats）は、カナダ・オンタリオ州ハミルトンを本拠地とするカナディアンフットボールのプロチーム。CFLのイースト・ディビジョン（東地区）に属する。
1950年にハミルトン・タイガースとハミルトン・ワイルドキャッツの合併により誕生した。本拠地スタジアムは、長年に渡りアイヴァー・ウィン・スタジアムを使用してきたが2012年を最後に閉鎖、2013年のシーズンはゲルフ大学内のAlumni Stadiumを暫定の本拠地として使用した。2014年のシーズンよりティム・ホートンズ・フィールドを新本拠地として使用する予定であったが建設が遅れ、マックマスター大学内のRon Joyce Stadiumを8月まで使用、ティム・ホートンズ・フィールドは予定より2ヵ月遅れて9月1日にこけら落しを迎える。グレイ・カップ優勝歴は8回。

## 過去の所属選手
- ボビー・ワルデン
- ケニー・キング（英語版）
- ダレン・フルーティ（英語版）
- ジョニー・マンジール（英語版）